# Gert Geißler
Gert Geißler (* 21. Juni 1948 in Leipzig) ist ein deutscher Erziehungswissenschaftler mit dem Schwerpunkt auf der historischen Bildungsforschung zum 19. und 20. Jahrhundert. Mit seiner reich bebilderten Schulgeschichte in Deutschland verfasste er ein umfangreiches bildungshistorisches Überblickswerk. Er ist zudem ein ausgewiesener Kenner der Schul- und Erziehungsgeschichte der SBZ/DDR. Zugleich hat er sich in die Adolph-Diesterweg-Forschung eingebracht.

## Wissenschaftlicher Werdegang
Nach Berufsausbildung (Hochbaumonteur) mit Abitur, dem Diplomlehrerstudium für Geschichte und Deutsch (1968–1972) und nachfolgendem Schuldienst war Geißler von 1977 bis 1980 in der Aspirantur der Akademie der Pädagogischen Wissenschaften der DDR (APW), anschließend wissenschaftlicher Mitarbeiter an der APW bei Helmut König. 1981 folgte die Promotion zu bildungspolitischen und pädagogischen Beziehungen zwischen Deutschland und der Sowjetunion 1925 bis 1933, darauf 1988 die Habilitation zu politisch-pädagogischen Positionen bei Diesterweg bis 1840. 1998 wurde er für die Bände 18 bis 24 Mitherausgeber der 1956 von Heinrich Deiters begründeten Ausgabe der Sämtlichen Werke Diesterwegs. Zu den Memoiren des ehemaligen APW-Vizepräsidenten Karl-Heinz Günther „Rückblick“ (2002) besorgte er die Druckausgabe. Von 1992 bis 2013 war er Wissenschaftlicher Mitarbeiter am DIPF. 1994 wurde er nach Umhabilitation Privatdozent an der Humboldt-Universität zu Berlin, 2002 dort apl. Professor. 2013 trat er in den Ruhestand. Seitdem ist er Assoziierter Wissenschaftler am DIPF.

## Schriften (Auswahl)
- Schule und Erziehung in der DDR, 2. Auflage. Landeszentrale f. pol. Bildung Thüringen, 2015, ISBN 978-3-943588-54-5
- Schulgeschichte in Deutschland. Von den Anfängen bis in die Gegenwart. 3., erneut aktualisierte und erw. Auflage. Frankfurt a. M. [u.a] 2023. Bd. 1: Von den Anfängen bis 1939,  ISBN 978-3-631-90156-4, Bd. 2: Von 1939 bis 2021, ISBN 978-3-631-90157-1
- Hrsg. und Bearb.: Schulreform und Schulverwaltung in Berlin. Die Protokolle der Gesamtkonferenzen der Schulräte von Groß-Berlin Juni 1945 bis November 1948. Frankfurt am Main [u. a.] 2002, ISBN 978-3-631-39431-1
- Friedrich Adolf Wilhelm Diesterweg, Basiswissen Pädagogik, Historische Pädagogik, Bd.6, Hohengehren 2002, ISBN 978-3-89676-540-6
- Geschichte des Schulwesens in der Sowjetischen Besatzungszone und in der Deutschen Demokratischen Republik 1945 bis 1962, Peter Lang, Frankfurt am Main 2000, ISBN 978-3-631-36445-1
- mit Hans Döbert: Schulleistung in der DDR. Das System der Leistungsentwicklung, Leistungssicherung und Leistungsmessung, Peter Lang, Frankfurt a. M. [u. a.] 2000.
- mit Horst F. Rupp: Diesterweg zwischen Forschung und Mythos: Texte und Dokumente zur Forschungsgeschichte, Neuwied 1996, ISBN 978-3-472-02709-6
- mit U. Wiegmann: Pädagogik und Herrschaft in der DDR: die parteilichen, geheimdienstlichen und vormilitärischen Erziehungsverhältnisse, Frankfurt a. M. [u. a.] 1996, ISBN 3-631-30030-1
- unter Mitarbeit von Falk Blask und Thomas Scholze: Schule: Streng vertraulich! Die Volksbildung der DDR in Dokumenten. Eine Publikation des Ministeriums für Bildung, Jugend und Sport des Landes Brandenburg, Berlin 1996, ISBN 3-86163-077-X.
- mit Karl-Heinz Günther (Hrsg.): Friedrich Adolph Wilhelm Diesterweg. Volksbildung als allgemeine Menschenbildung. Ausgewählte bildungspolitische, sozialpolitische und pädagogische Schriften und Reden in 2 Bänden. Berlin (DDR) und Frankfurt a. M. 1989
- Dokumente und Materialien zu den deutsch-sowjetischen Beziehungen auf bildungspolitischem und pädagogischem Gebiet. 1917–1933. Berlin (DDR) 1984 [=Dissertation].